# Ceriodaphnia
Genre
Ceriodaphnia est un genre de petits crustacés branchiopodes de la famille des Daphniidae. Ces espèces sont proches de celles du genre Daphnia.

## Liste des espèces
Selon World Register of Marine Species (4 novembre 2018) :
- Ceriodaphnia acanthina Ross, 1897

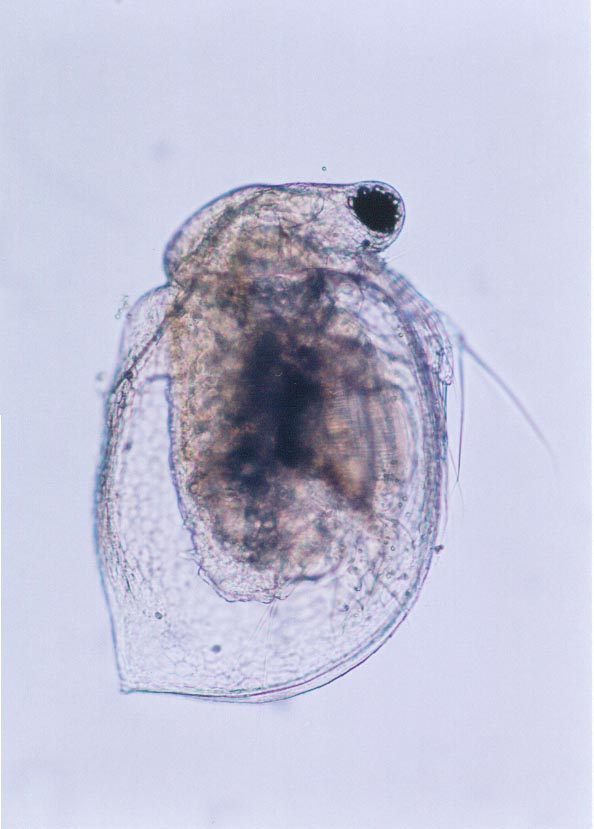
Ceriodaphnia silvestrii

- Ceriodaphnia alabamensis Herrick, 1883
- Ceriodaphnia bicuspidata Weltner, 1897
- Ceriodaphnia carolinensis Coker, 1926
- Ceriodaphnia consors Birge, 1879
- Ceriodaphnia cornuta G.O. Sars, 1885
- Ceriodaphnia dentata Birge, 1879
- Ceriodaphnia deserticola Manujlova, 1972
- Ceriodaphnia dubia Richard, 1894
- Ceriodaphnia globosa Brady, 1906
- Ceriodaphnia hakea Smith, 1909
- Ceriodaphnia lacustris Birge, 1893
- Ceriodaphnia laticaudata P.E. Müller, 1867
- Ceriodaphnia megops G.O. Sars, 1862
- Ceriodaphnia minor G.O. Sars, 1916
- Ceriodaphnia natalis Brady, 1907
- Ceriodaphnia nitida Schödler, 1877
- Ceriodaphnia parva Herrick, 1883
- Ceriodaphnia planifrons Smith, 1909
- Ceriodaphnia producta G.O. Sars, 1916
- Ceriodaphnia pulchella G.O. Sars, 1862
- Ceriodaphnia quadrangula (O.F. Müller, 1785)
- Ceriodaphnia reticulata (Jurine, 1820)
- Ceriodaphnia rigaudi Richard, 1894
- Ceriodaphnia rotunda (Straus, 1820)
- Ceriodaphnia scitula Herrick, 1884
- Ceriodaphnia setifera Brehm, 1935
- Ceriodaphnia setosa Matile, 1890
- Ceriodaphnia silvestrii Daday, 1902
- Ceriodaphnia solis Moniez, 1889
- Ceriodaphnia spinata Henry, 1919
- Ceriodaphnia sublaevis G.O. Sars, 1894
- Ceriodaphnia turkestanica Berner & Rakhmatullaeva, 2001

## Publication originale
- (en) Dana, 1853 : On the classification and geographical distribution of Crustacea (texte intégral).